# Femöresundskanalen

Femöresundskanalen är en kanal i Oxelösunds kommun. Den genomskär Femörenäset mellan Badhusviken i öster och Marsviken i väster. Längden är cirka 600 meter, segelfria höjden 2,3 meter, djupgående cirka 1,3 meter. Hastigheten är begränsad till 3 knop.
Femörekanalen byggdes som nödhjälpsarbete 1920–1921 för att mindre båtar skulle slippa den vågutsatta passagen utanför Femörehuvud. Landsvägsbron i den västra delen byggdes i början av 1960-talet medan gång- och cykelbron nära östra mynningen är byggd betydligt senare.